# Статистична звітність
Статистична звітність — звітність, яку складають усі суб'єкти господарювання і яка надає інформацію органам державної статистики для оцінки стану та розвитку економіки держави і планування макроекономічних показників.